# Lestovka
Een lestovka (Russisch: лестовка) of vervitsa (Russisch: вервица) is een gebedsriem die wordt gebruikt door de oudgelovigen en kan qua functie en gebruik enigszins worden vergeleken met de rooms-katholieke rozenkrans. Tot het schisma in de Russisch-orthodoxe kerk van 1666-67 was het gebruik van de lestovka algemeen; nadien is hij alleen in het oudgelovigenmilieu bewaard gebleven. Bij de rest van de orthodoxe gelovigen kwam de tsjotki in gebruik.

Een lestovka is een smalle riem met 100 ribbels, waaronder negen grote ribbels, die de negen engelenorden symboliseren. Door middel van drie grote ribbels zijn de overige 91 onderverdeeld in respectievelijk 12 (de twaalf apostelen), 38 (de 38 weken weken die Christus in de schoot van de Maagd Maria heeft doorgebracht), 33 (het aantal levensjaren van Christus op aarde) en 17 (de 17 oudtestamentische profetieën over Christus). Waar de uiteinden van de riem samenkomen zijn vier driehoekige bladen, in het Russisch lapostki genoemd, vastgenaaid, die paarsgewijs voor de helft over elkaar heen liggen. Deze vier bladen symboliseren de vier evangelisten. Deze lapostki zijn vaak bestikt met textiel en zijn versierd met kralen of borduurwerk.

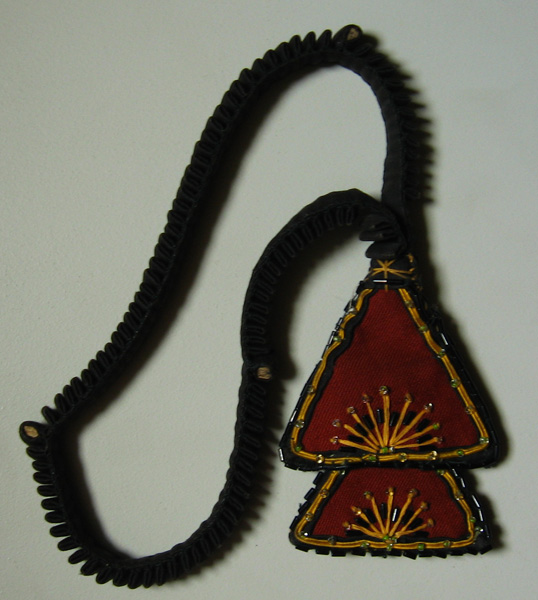
Een lestovka waarvan de lapostki versierd zijn met kralen

Een lestovka wordt traditioneel gemaakt van leer of glaskraaltjes, maar tegenwoordig worden ook synthetische materialen gebruikt. Er bestaat een mannelijke variant en een vrouwelijke variant van de lestovka.